# M1 Abrams
M1 Abrams je glavni bojni tank kopenske vojske Združenih držav Amerike. Tank je bil prvi glavni tank na svetu z vgrajenim chobhamskim oklepom. Ime je dobil po generalu Creightonu W. Abramsu, nekdanjemu načelniku Generalštaba Kopenske vojske ZDA.

## Zgodovina
Projekt sega v šestdeseta leta, ko so se ZDA dogovarjale z Zahodno Nemčijo o razvoju zamenjave za zastareli M60 Patton, ki ga bi uporabljale vse članice zveze NATO. Skupni projekt je propadel, vendar so ga ZDA kasneje nadaljevale same. Izdelavo prototipov so zaupali podjetjema Chrysler Defense in General Motors. Prvi tank so dostavili ameriški vojski leta 1980. Takrat je imel top kalibra 105 mm. Leta 1985 ga je nasledila nova različica z imenom M1A1 Abrams, ki je imela tudi nov top kalibra 120 mm ter radiološko, biološko in kemično zaščito.
V Zalivski vojni leta 1991 je sodelovalo 1900 tankov. V tej vojni so ZDA izgubile 18 tankov, od tega jih je bilo devet odpisanih zaradi poškodb od min. Zaradi dobre zaščite v vojni ni padel niti en član posadke.

## Izpeljanke
- XM1 Preskusni model.
- M1 Prvi serijsko-proizvodni model.
  - M1IP Izboljšana izpeljanka.
- M1A1 Proizvodnja te izpeljanke Abramsa se je začela leta 1986 in nadaljevala leta 1992.
  - M1A1HC (Heavy Common) Izpeljanka z boljšim oklepom in novo obrožitvijo.
  - M1A1-D (Digital) Digitalna nadgradnja.
  - M1A1-AIM (Abrams Integrated Management) Prilagojen sistem za nove potrebe.
  - M1A1 KVT (Krasnovian Variant Tank) Vizualno spremenjeni tako, da so podobni ruskim tankom za potrebe urjenja.
- M1A2 Osnovna različica nove izpeljanke.
- M1A2 SEP (System Enhancement Package) Posodobljena različica z novim oklepom
- M1 Grizzly Engineer Vehicle - inženirska izpeljanka
- M1 Panther II Remote Controlled Mine Clearing Vehicle - minočistilec
- M104 premični most
- M1 Panther II Mine Clearing Blade/Roller System - minočistilec

## Države, ki uporabljajo M1 abrams
- Avstralija (59) M1A1
- Egipt (880) M1A1
- Kuvajt (218) M1A2
- Saudova Arabija (315) M1A2
- ZDA
- Ukrajina (31) M1A1 SA[2]

## Zanimivost
Abrams je v 40. letih preživel več kot 1000 bitk, a še noben tank ni bil uničen s strani nasprotnega tanka.